# Claudio Katz
Claudio Katz es un economista, catedrático argentino, activista de los derechos humanos. Nació en 1954. Curso sus estudios de grado de Economía en la Universidad de Buenos Aires (UBA), en donde también se doctoró. Ha publicado en medios de Argentina, Brasil, México y países europeos. Es profesor asociado regular de la cátedra "Economía para historiadores" de la Facultad de Filosofía y Letras (en donde también dirige cursos de posgrado) y profesor regular adjunto de la cátedra "Economía II" de la Facultad de Ciencias Sociales.
Dirige proyectos en la UBA y es investigador del Consejo Nacional de Ciencia y Tecnología. Coordinó grupo de trabajo de CLACSO y es miembro del Instituto de Investigaciones Económicas de Argentina.
Es autor de numerosos textos de interpretación del capitalismo contemporáneo y de la crisis económica global. Participa activamente en los foros continentales de impugnación del neoliberalismo, el libre-comercio, el endeudamiento externo y la militarización.  Trabaja junto a varias organizaciones de izquierda de América Latina.
Recibió tres menciones honoríficas del Premio Libertador al Pensamiento Crítico por sus libros “Bajo el Imperio del Capital” (2011), “Las disyuntivas de la izquierda en América Latina” (2008) y el "El porvenir del socialismo" (2004). También circulan varias ediciones de su ensayo “El rediseño de América Latina. ALCA, MERCOSUR Y ALBA (2006) y de su trabajo "La economía marxista, hoy. Seis debates teóricos (2010)
El intelectual colombiano Renán Vega Cantor, en una reseña de Bajo el imperio del capital, hizo referencia a las características que considera constantes en la obra de Katz:

Bajo el imperio del capital es un texto claro, directo, con una prosa comprensible, pero a la vez es profundo, sistemático, riguroso, exhaustivo y coherente. No parece ser un libro escrito por un economista, porque quienes alguna vez estudiamos economía, lo sabemos en carne propia, se nos ha acostumbrado a un tipo de escritura árida, especializada, innecesariamente farragosa, con cuadros, estadísticas, gráficas y otros instrumentos que ahuyentan a los lectores. La sencillez es una virtud en una época en la que cada vez se lee menos. Es un reto para los escritores de ciencias sociales, escribir cada vez mejor desde el punto de vista literario, pero sin perder seriedad ni profundidad. Y esto es lo que hace Claudio Katz en sus libros, como puede observarse en sus dos obras anteriores (El porvenir del socialismo y Las disyuntivas de la izquierda) y como se ratifica en esta obra que comentamos.

Es miembro del consejo editorial de varias revistas académicas y desarrolla una intensa actividad en sindicatos, movimientos sociales y organizaciones políticas de Argentina, como integrante del colectivo “Economistas de Izquierda” (EDI).

## Publicaciones
- Economía latinoamericana: de la década perdida a la nueva crisis (1992)
- Comunismo, socialismo y transición: metas y fundamentos (2004)
- El porvenir del socialismo (2004)
- El rediseño de América Latina. ALCA, MERCOSUR y ALBA (2006)
- Las disyuntivas de la izquierda en América Latina (2008)
- La economía marxista, hoy. Seis debates teóricos (2009)
- Bajo el Imperio del Capital (2011)